# Caecum subvolutum
Caecum subvolutum är en snäckart som beskrevs av de Folin 1874. Caecum subvolutum ingår i släktet Caecum och familjen Caecidae. Inga underarter finns listade i Catalogue of Life.